# 2017年阿斯塔納世界博覽會荷蘭館
2017年阿斯塔納世博會荷蘭館是2017年阿斯塔納世界博覽会上代表荷蘭的展馆，位于世博园400展區。荷蘭館的主題為「低地，高能量」。展館展出荷蘭人如何與水對抗百多年以及他們如何治理水域及重建邊界。

## 外部連結
- 2017年阿斯塔納世界博覽會荷蘭館官方網站